# Gattlin Griffith
Gattlin Griffith, nome alla nascita Gattlin Tadd Griffith, (Los Angeles, 13 novembre 1998), è un attore statunitense, noto soprattutto per aver interpretato Walter Collins nel film drammatico storico Changeling (2008), Tim Tyson nel film autobiografico sui diritti civili Blood Done Sign My Name (2010) e per aver recitato nel dramma romantico Un giorno come tanti (2013). Ha anche avuto ruoli episodici in serie TV come Cold Case, Eli Stone, Supernatural, Criminal Minds e nei film The New Daughter e Lanterna Verde.

## Biografia
Gattlin Griffith è nato dallo stuntman Tad Griffith e sua moglie Wendy Morrison Griffith ed è la quarta generazione di una famiglia di campioni di equitazione e ginnastica equestre. Suo nonno paterno, Dick Griffith, è nella ProRodeo Hall of Fame e nella National Cowboy Hall of Fame, e sua nonna paterna, Connie Rosenberger Griffith, è nella National Cowgirl Hall of Fame. Ha tre fratelli minori, Callder West, Arrden Hunt e Garrison Cahill. Ora gioca a calcio per i Santa Clarita Warriors e ha frequentato la classe della Bishop Alemany High School nel 2017. Ora frequenta l'Università della California a Los Angeles, con specializzazione in inglese. Ha recitato nei film Under the Bed e Un giorno come tanti.

## Filmografia

### Film
- Reckoning, Jason Rodriguez, 2002[12]
- Changeling, Clint Eastwood, 2008
- Uncorked, David S. Cass Sr., 2009
- L'isola delle coppie, Peter Billingsley, 2009
- The New Daughter, Luis Berdejo, 2009
- Blood Done Sign My Name, Jeb Stuart, 2010
- Il fiume delle verità, Matthew Leutwyler, 2010
- Green Lantern, Martin Campbell, 2011[13]|
- A Golden Christmas, John Murlowski, 2011
- Under the Bed, Steven C. Miller, 2012[14]
- Un giorno come tanti, Jason Reitman, 2013[15]
- Initiation, John Berardo, 2020
- Catch the Bullet, Michael Feifer, 2011

### Televisione
- ER: Storie incredibili, Paul Benz, Tim Prokop, "Life and Limb", 2006
- Cold Case - Delitti irrisolti, Meredith Stiehm, "Offender", 2007
- How I Met Your Mother, Carter Bays, Craig Thomas, "Something Blue", 2007
- Detective Monk, Andy Breckman, "Mr. Monk and the Wrong Man", 2007
- Unhitched, Mike Bernier, Chris Pappas, "Conjoined Twins Pitch No-Hitter", 2008
- Eli Stone, Greg Berlanti e Marc Guggenheim, "Happy Birthday, Nate", 2008
- Eleventh Hour, Stephen Gallagher, "Miracle", 2009
- Senza traccia, Hank Steinberg, "Undertow", 2009
- Supernatural, Eric Kripke, "I Believe the Children Are Our Future", 2009
- Castle, Andrew W. Marlowe, "Murder Most Fowl", 2010
- Criminal Minds, Jeff Davis, "Into the Woods", 2010

### Spot pubblicitari
- Home Depot nel ruolo di Jake/Son
- Yamaha nel ruolo di Son
- Mass Mutual nel ruolo di Brother
- Disney Parks nel ruolo di Boy
- Burger King (2009) nel ruolo di Boy (3 Spot)